# Ronchamp
Ronchamp es una ciudad y comuna francesa ubicada en la región de Franco Condado, departamento de Alto Saona, en el distrito de Lure y cantón de Champagney. Es conocida sobre todo por la capilla que construyó allí Le Corbusier.

## Notre Dame du Haut
La capilla de Notre Dame du Haut, construida por Le Corbusier, está ubicada en Ronchamp, es la base de la Iglesia Católica en esta ciudad y fue terminada en 1954.
El edificio en sí mismo es una estructura comparativamente pequeña, con paredes gruesas, la azotea vuelta hacia arriba apoyada en las columnas encajadas dentro de las paredes. 
En la superficie, los espacios dejados entre la pared y azotea, son como pozos con luz asimétrica. Las aberturas de la pared son para reforzar la naturaleza del espacio y la relación del edificio con sus alrededores.

## Demografía
| 2981 | 3058 | 3087 | 3132 | 3088 | 2965 | 2924 |
| Para los censos de 1962 a 1999 la población legal corresponde a la población sin duplicidades (Fuente: INSEE [Consultar]) |      |      |      |      |      |      |